# Judgment Day: In Your House
Judgment Day: In Your House was een professioneel worstel-pay-per-viewevenement dat geproduceerd werd door World Wrestling Federation (WWF). Dit evenement was de 1ste editie van Judgment Day en vond plaats in het Rosemont Horizon in Rosemont (Illinois) op 18 oktober 1998.
De hoofd wedstrijd was een match tussen The Undertaker en Kane met Stone Cold Steve Austin als scheidsrechter.

## Matchen en resultaten
| Nr.                                                                          | Match | Winnaar(s)       |
| ---------------------------------------------------------------------------- | --- | ---------------- |
| -                                                                            | Steve Blackman vs. Justin Bradshaw in een één-op-één match                                                                             | Steve Blackman   |
| -                                                                            | The Oddities vs. Los Boricuas in een tag team match                                                                                    | The Oddities     |
| 1                                                                            | The Godfather vs. Faarooq in een één-op-één match                                                                                      | The Godfather    |
| 2                                                                            | Jeff Jarrett vs. Scorpio in een één-op-één match                                                                                       | Scorpio          |
| 3                                                                            | Al Snow (met Head) vs. Marc Mero (met Jacqueline) in een één-op-één match                                                              | Al Snow          |
| 4                                                                            | L.O.D. 2000 vs. Disciples of Apocalypse in een 6-man tag team match                                                                    | L.O.D. 2000      |
| 5                                                                            | TAKA Michinoku (c) (met Yamaguchi-san) vs. Christian (met Gangrel) in een een-op-een match voor het WWF Light Heavyweight Championship | Christian (nc)   |
| 6                                                                            | Goldust vs. Val Venis (met Terri Runnels) in een één-op-één match                                                                      | Goldust          |
| 7                                                                            | D'Lo Brown (c) vs. X-Pac in een één-op-één match voor het WWF European Championship                                                    | X-Pac (nc)       |
| 8                                                                            | Ken Shamrock (c) vs. Mankind in een één-op-één match voor het WWF Intercontinental Championship                                        | Ken Shamrock (c) |
| 9                                                                            | The Rock vs. Mark Henry (met D'Lo Brown) in een één-op-één match                                                                       | Mark Henry       |
| 10                                                                           | The Undertaker vs. Kane in een één-op-één match met Stone Cold Steve Austin als scheidsrechter                                         | Geen winnaar1    |
| (c) huidige kampioen voor en na de match \| (nc) nieuwe kampioen na de match | |                  |

1 De wedstrijd leverde geen winnaar op, omdat Steve Austin beide mannen sloeg en zichzelf als winnaar verklaarde.